# Монтиньи, Фернан де
Фернан Альфонс Мари Фредерик де Монтиньи (фр. Fernand Alphonse Marie Frédéric de Montigny, 5 января 1885, Анзегем, Бельгия — 2 января 1974, Антверпен, Бельгия) — бельгийский фехтовальщик и хоккеист (хоккей на траве), чемпион, трёхкратный серебряный и двукратный бронзовый призёр Олимпийских игр. Архитектор антверпенского Олимпийского стадиона.

## Биография
Фернан де Монтиньи родился 5 января 1885 года в бельгийском городе Антверпен.
Занимался фехтованием в Брюссельской военной фехтовальной школе.
В 1906 году участвовал в не признаваемых МОК Внеочередных летних Олимпийских играх. Завоевал бронзовую медаль в командном первенстве в фехтовании на шпагах. Также выступал в индивидуальном турнире среди шпажистов и рапиристов.
В 1908 году участвовал в Олимпийских играх в Лондоне. Завоевал бронзовую медаль в командном первенстве в фехтовании на шпагах. Также выступал в индивидуальном турнире шпажистов.
В 1912 году участвовал в Олимпийских играх в Стокгольме. Завоевал золотую медаль в командном первенстве в фехтовании на шпагах. Также участвовал в индивидуальных турнирах шпажистов и рапиристов.
В 1920 году стал архитектором Олимпийского стадиона Олимпийских игр в Антверпене. На этих Играх выступал в фехтовании и хоккее на траве. Завоевал серебряную медаль в командном первенстве в фехтовании на шпагах. Также участвовал в индивидуальных турнирах шпажистов и рапиристов, в командном турнире рапиристов.
В составе сборной Бельгии по хоккею на траве завоевал бронзовую медаль. Играл в поле, провёл 3 матча, мячей (по имеющимся данным) не забивал.
В 1924 году участвовал в Олимпийских играх в Париже. Завоевал серебряные медали в командных первенствах в фехтовании на рапирах и шпагах.
В 1926 году завоевал серебряную медаль в индивидуальном турнире шпажистов на международных соревнованиях по фехтованию в венгерском Будапеште и бельгийском Остенде (в 1937 году они задним числом были признаны чемпионатом мира).
Умер 2 января 1974 года в бельгийском городе Антверпен.